# دپارتمان ترفورت-کویزیاس
دپارتمان ترفورت-کویزیاس (به فرانسوی: Canton de Treffort-Cuisiat) یک منطقهٔ مسکونی در فرانسه است که در بخش بوق ان بقس واقع شده‌است.